# 顔良
顔 良（がん りょう、簡体字: 颜良; 繁体字: 顏良、? - 200年5月30日）は、中国後漢時代末期の武将。

## 生涯
袁紹配下。麴義誅殺後から文醜と共に徐々に頭角を表し、建安4年（199年）頃には、共に袁紹軍の将帥として知られるようになり、曹操配下であった孔融にも袁紹軍の勇将の筆頭として名前を挙げられている。
孔融の発言だけでなく三国志武帝紀においても文醜と共に袁紹軍の「名将」であったと記載されている
建安5年（200年）、それまで睨み合っていた袁紹・曹操がついに対決した（官渡の戦い）。開戦に際し、沮授が「顔良は偏狭なので単独で任用してはいけません」と諌めた。袁紹はそれを聞き、白馬津を守る曹操軍の劉延を、郭図・淳于瓊・顔良に攻撃させた。
これに対して、曹操は荀攸の献策に従い、于禁と楽進を派遣して袁紹軍の背後を突く動きを見せつつ、猪突してくる顔良が孤立した所を叩く作戦に出た。この作戦は的中し、背後に気付いた郭図と淳于瓊が反応して引き返す中、顔良だけは判断を誤り寡兵で白馬津の戦場に踏み留まってしまった。手薄となった顔良隊に対し、曹操は張遼と当時客将となっていた関羽に命じて、直ちに攻撃させた。顔良を見た関羽は敵軍の中にただ一騎で分け入り、顔良を刺し殺しその首を持ち帰った。程無く文醜も討たれ、袁紹軍では立て続けに名だたる将軍を2人も失ったため、一方ならぬ恐怖を抱いたという。
曹操軍の荀彧は、上記の孔融に対し「顔良と文醜は匹夫の勇のみです。一戦にして生け捕れます」と答えており、まさにその通りとなった。

## 創作における顔良
小説『三国志演義』においては、白馬の戦いで曹操軍の宋憲・魏続を討ち取り、徐晃を撃退する。それに狼狽した曹操が関羽を繰り出すと、関羽は呂布の遺品であった赤兎馬を駆って突入し、顔良を反撃の間もなく討ち取っている。嘉靖本の注では、顔良は当時袁紹軍の客将だった劉備から、関羽の人相風体を聞かされており、もし出会ったなら、すぐに劉備の下に来るように伝えてほしいと頼まれている。このため関羽と距離が近づいても、話しかけようとするのみで応戦しようとしなかったため、斬り捨てられたことにされてしまっている。また文醜と兄弟同然の親友であり、義兄弟の契りを結んだという設定になっている。
清代の怪奇小説集である『閲微草堂筆記』には、顔良を祀った祠で三国劇を公演すると祟られるという話が記録されている。また中国全土にある関帝廟も、同地では顔良の祟りを怖れ建立されていないのだといわれている。

## その他
『顔氏家訓』によると、隋の顔之推が顔良を同族と述べている。それが正しい場合は、顔良は琅邪郡臨沂県の人ということになる。
顔之推の9代前の先祖・顔含については、『晋書』顔含伝(列伝58 孝友)のなかで本貫を琅邪郡蕃県としている(「蕃｣の字はハンもしくはシンとよむが、ここではシン)。
また、明代の『萬姓統譜』によると、顔良は新河県（冀州安平郡堂陽県）の人で、若くして聡敏、才気は宏大で事理に通じ、驍勇と謀略を有して郷里に推薦された。後漢末期に袁紹に属して戦功を成したが、後に関羽に刺殺されたとされている。